# La sirenita (serie animada)
La sirenita es una serie animada de televisión, basada en la película de 1989 del mismo nombre, producida por Walt Disney Television Animation, y transmitida originalmente en CBS en los Estados Unidos desde 1992 hasta 1994.

## Argumento general
La historia se fija cuando Ariel tiene 15 años, un año antes de los acontecimientos en la película, y siguiendo las aventuras todavía como una sirenita en el fondo del mar. En los episodios se destaca su relación con sus amigos, padre y hermanas, e implican generalmente a Ariel frustrando los planes de enemigos como la bruja Úrsula que piensan hacer daño al reino.

## Elenco
| Personajes    | Voz Original (EE. UU.)      | Doblaje en Hispanoamérica                                                                               | Doblaje en España                                    |
| ------------- | --------------------------- | --- | ---------------------------------------------------- |
| Ariel         | Jodi Benson                 | Diálogos: - Rocío Robledo (1.ª temporada) - Erika Robledo (2.ª y 3.ª temporada) Canciones: Isela Sotelo | Diálogos: Graciela Molina Canciones: María Caneda    |
| Flounder      | Edan Gross y Bradley Pierce | Luis Enrique Cabra (1.ª temporada) Ivette Gonzáles (2.ª y 3.ª temporada)                                | Nacho Aldeguer                                       |
| Sebastián     | Samuel E. Wright            | | Diálogos: Juan Perucho Canciones: Vicente Borland    |
| Urchin        | Danny Cooksey               | Víctor Mares Jr.                                                                                        | Adolfo Moreno                                        |
| Tritón        | Kenneth Mars                | Guillermo Romano                                                                                        | Claudio Rodríguez                                    |
| Príncipe Eric | Jeff Bennett                | Víctor Mares Jr.                                                                                        | David Robles                                         |
| Úrsula        | Pat Carroll                 | Serena Olvido (2.ª temporada) Consuelo Sedano (3.ª temporada)                                           | Diálogos: Matilde Conesa Canciones: Helen de Quiroga |
| Scuttle       | Maurice LaMarche            | Roberto Alexander                                                                                       | Eduardo Moreno                                       |
| Grimsby       | Kay E. Kuter                | Héctor de Alba                                                                                          | Rafael de Penagos                                    |
| Alana         | Kimmy Robertson             | |                                                      |
| Perla         |                             | Fabiola Stevenson                                                                                       |                                                      |

## Personajes
- Ariel: Hija menor del rey de los mares, Tritón. A Ariel le encanta coleccionar las baratijas y los  objetos extraños que los humanos de la superficie, dejan caer por descuido al fondo del mar. Sus mejores amigos son Sebastian y Flounder.
- Flounder: Es el mejor amigo de Ariel, es un pez que sigue adelante a Ariel en sus aventuras.
- Sebastián: Es un cangrejo que actúa como el consejero del rey del mar, el músico de la corte, y en ocasiones, el niñero de Ariel.
- Rey Tritón: Su Majestad el rey Tritón, dueño y señor del reino de Atlántica. Su felicidad reside en dar a sus hijas todo lo que necesiten; pero la que llena su corazón es Ariel, la pequeña, tan distinta de sus hermanas.
- Aquata, Andrina, Arista, Attina, Adella y Alana: Son las  seis hermanas mayores de Ariel.
- Príncipe Eric: Es el joven príncipe humano y solo aparece tres veces en la serie a modo de cameos sin relevancia.
- Úrsula: Es la malvada bruja del mar y siempre intenta apoderarse del reino de Tritón sin éxito.
- Grimsby: Es la mano derecha y el sirviente de Eric.
- Scuttle: Es el nombre de una gaviota un poco torpe,  y es una de las pocas conexiones que tiene Ariel con el mundo humano.
- Urchin: Es un tritón y el mejor amigo de Ariel. Él comparte su amor por la aventura y es considerado por la familia casi como un hermano adoptado.

## Canciones
Todos los capítulos de la serie comienzan con una apertura acompañada de un medley instrumental de canciones de la película original, incluyendo "Parte de Él", "Bajo el mar" y "Bésala"; y terminan con unos créditos finales acompañados de un fragmento instrumental de la canción "Bajo el mar".
A continuación se nombran las canciones que han aparecido en la serie de televisión en orden cronológico:

### Versión original (inglés)
- Despacito - (Ariel)
- Garota de Ipanema - (Sebastián)
- Under The Sea - (Ariel)
- Show das Poderosas - (Ariel)
- The Lobster Mobster's Mob - (Lobster Mobster y Da Shrimp)
- The Lobster Mobster's Mob (Reprise) - (Da Shrimp)(*)
- Da Beddie Bye Blues - (Lobster Mobster y Da Shrimp)
- Sing a New Song - (Ariel y Simon)
- In Harmony - (Ariel)
- In Harmony (Reprise) - (Ariel y los habitantes de Atlántica)
- Dis is de Life - (Sebastián)
- You Know I Know (Part I) - (Sebastián)(*)
- You Know I Know (Part II) - (Sebastián)(*)
- Never Give Up - (Ariel y Sebastián)
- Everybody Cha-Cha-Cha (Improvisation) - (Sebastián)(*)
- You Wouldn't Want to Mess with Me (Part I) - (Úrsula)
- You Wouldn't Want to Mess with Me (Part II) - (Úrsula)
- The Sound of Laughter- (Sebastián)
- The Sound of Laughter (Repeat)- (Sebastián)(*)
- Daring to Dance (parte I) - (Ariel)
- Daring to Dance (parte II) - (Ariel y Gabriella)
- All Hail Apollo - (Armada de Atlantica)(*)
- I Just Like the Sky - (Scuttle)(*)
- Just Give Me a Chance - (Scuttle)
- Just Give Me a Chance (Reprise) - (Scuttle)(*)
- I Go to the Beach (Calypso)  - (Sebastián)(*)
- Just Like Me - (Manta)
- Let's Play Princess (With Ariel) (Introducción del VHS Princess Collection)

(*): Canción muy corta

### Doblaje (español de América)
- Un Poco de Amor - (Ariel)
- Tienes Que Ser Tú - (Sebastián)
- A la Orilla, la Orilla del Mar (Parte I) - (Ariel)
- A la Orilla, la Orilla del Mar (Parte II) - (Ariel)
- La Pandilla de Langostín - (Langostín El Sucio y Camarón)
- La Pandilla de Langostín (Variación) - (Camarón)(*)
- Escuchando esta Tonada - (Langostín El Sucio y Camarón)
- Cantar Una Nueva Canción - (Ariel y Simón)
- En Armonía - (Ariel)
- En Armonía (Variación) - (Ariel y los habitantes de Acuática)
- Esto es Vida - (Sebastián)
- Sabes que yo sé que tú sabes  - (Sebastián)(*)
- Sabes que yo sé que tú sabes (Reprise)  - (Sebastián)(*)
- Todo el mundo Cha-Cha-Cha (Improvisación)  - (Sebastián)(*)
- No te Dejes Vencer - (Ariel y Sebastián)
- No te Gustaría Enfrentarte a Mí (Parte I) - (Úrsula)
- No te Gustaría Enfrentarte a Mí (Parte II) - (Úrsula)
- El Sonido de la Risa - (Sebastián)
- El Sonido de la Risa (Repetición) - (Sebastián)(*)
- Te llama a Bailar (Parte I)  - (Ariel)
- Te llama a Bailar (Parte II) - (Ariel y Gabriella)
- Viva Apolo - (Armada de Acuática)(*)
- Adoro la altura - (Scuttle)(*)
- Dame una oportunidad - (Scuttle)
- Dame una oportunidad (Variación) - (Scuttle)(*)
- Voy a la playa (Calipso)  - (Sebastián)(*)
- Como Yo - (La Vil Manta)
- Ser Princesas (Versión La Sirenita) - Intro para Colección Princesas en VHS.

(*): Canción muy breve